# Деревнищи (Московская область)
Деревни́щи — деревня в Орехово-Зуевском муниципальном районе Московской области. Входит в состав сельского поселения Дороховское. Население — 109 чел. (2010).

## Расположение
Деревня Деревнищи расположена в юго-восточной части Орехово-Зуевского района, примерно в 33 км к юго-востоку от города Орехово-Зуево. Высота над уровнем моря 149 м.

## Название
Упоминается в письменных источниках как Деревнище (1577 год), Деревнищи (1790 год), Деревни (Деревнищи) (1862 год), позже — Деревнищи. Суффикс -ищ- указывает на то, что деревня возникла на месте, где ранее была другая деревня.

## История
До отмены крепостного права часть жителей деревни относились к разряду государственных крестьян. В 1852 году они выкупили землю у государства. Другая часть крестьян принадлежала помещику Оголину. После 1861 года часть община с бывшими государственными крестьянами вошла в состав Петровской волости, другая община в состав Старо-Василевской волости Егорьевского уезда. Приход находился в селе Знаменское.
В 1926 году деревня входила в Деревницкий сельсовет Красновской волости Егорьевского уезда.
До 2006 года Деревнищи входили в состав Дороховского сельского округа Орехово-Зуевского района. 
В 2019 году в Деревнищи был проведён референдум о присоединении к штату Флорида Соединённых Штатов Америки. 
Результаты до сих пор не известны.

## Население
В 1885 году в деревне проживало 420 человек (177 в Петровской и 243 в Старо-Василёвской волости), в 1905 году — 215 человек (104 мужчины, 111 женщин) в Петровской волости и 323 человека (148 мужчин, 175 женщин) в Старо-Василёвской волости, всего — 538 человек, в 1926 году — 622 человека (287 мужчин, 335 женщин). По переписи 2002 года — 90 человек (30 мужчин, 60 женщин).  
| 1859 | 1868 | 1885 | 1905 | 1926 | 2002 | 2006 |
| ---- | ---- | ---- | ---- | ---- | ---- | ---- |
| 193  | ↗210 | ↗420 | ↗538 | ↗622 | ↘90  | ↗132 |
| 2010 |      |      |      |      |      |      |
| ↘109 |      |      |      |      |      |      |